# Timyra metallanthes
Timyra metallanthes is een vlinder uit de familie van de Lecithoceridae. De wetenschappelijke naam van de soort is voor het eerst geldig gepubliceerd in 1905 door Meyrick.